# Бассерман, Фриц
Фриц Бассерман (нем. Fritz Bassermann; 13 июня 1850, Мангейм — 3 октября 1926, Франкфурт-на-Майне) — немецкий скрипач и музыкальный педагог.

## Биография
Многолетний преподаватель франкфуртской Консерватории Хоха, где среди его учеников были, в частности, Пауль Хиндемит и Леопольдо Казелла; в 1923—1924 годах руководил консерваторией совместно с Бернхардом Зеклесом (до избрания последнего ректором).
В 1882 году участвовал в премьере Струнного квинтета № 1 Иоганнеса Брамса. В 1887—1897 годах скрипач Франкфуртского трио, в котором вместе с ним играли Джеймс Кваст и Хуго Беккер; выступал также в струнном квартете под руководством Гуго Хеермана.
Жена Бассермана, пианистка Флоренс Бассерман (урождённая Ротшильд), погибла в 1942 году во Франкфурте, не выдержав депортации. Их сын Ханс Бассерман также стал скрипачом.